# Aristote Onassis
Pour les articles homonymes, voir Onassis.
Aristote Onassis (en grec moderne : Αριστοτέλης Σωκράτης Ωνάσης / Aristotélis Sokrátis Onásis), né le 15 janvier 1906 à Smyrne (Empire ottoman) et mort le 15 mars 1975 à Neuilly-sur-Seine (France), est le plus célèbre armateur grec du XXe siècle et l'une des personnalités les plus marquantes de la vie mondaine internationale des années 1950 aux années 1970. Il fut l'amant de Maria Callas de 1959 à 1968 puis l'époux de Jacqueline Kennedy de 1968 jusqu'à sa mort.

## Biographie

### Enfance et éducation (1906-1922)
Né dans l'Empire ottoman, dans le quartier grec de Smyrne (aujourd'hui Izmir en Turquie), Aristote Socrate Onassis est le fils de Penelope Dologlou et Socrate Onassis, un important négociant en tabac qui a fait fortune en s'installant avec ses frères dans cette ville cosmopolite et commerçante. Socrate Onassis est un des plus riches citoyens de la ville : outre ses activités de négociant et banquier à ses heures, il est le président de la banque locale et de l'hôpital. Si la date de la mort d'Aristote Onassis est bien connue, il en va tout autrement de sa date de naissance. En effet, comme les archives de Smyrne ont brûlé pendant l'incendie de 1922, il est quasiment impossible de confirmer sa date de naissance.

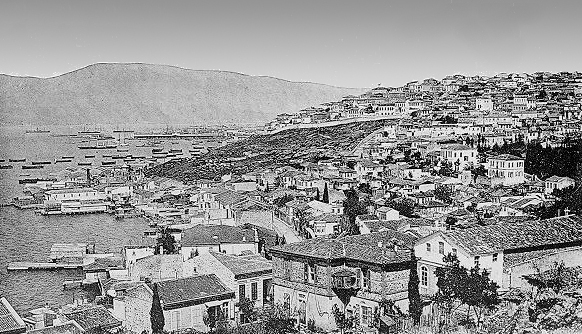
Vue de Karataṣ, faubourg de Smyrne, vers 1900.

 Plusieurs suppositions : 1900 (comme inscrit sur son passeport argentin) ou 1906 (selon son passeport grec). Selon son biographe français Valéry Coquant il serait né en fait en 1903 et se serait rajeuni de trois années pour échapper aux rafles des soldats turcs.

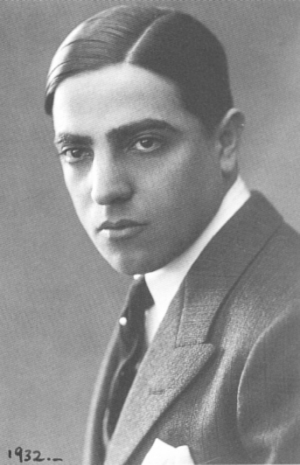
Aristote Onassis en 1932.

La famille habite une grande maison à flanc de colline et sur la côte, dans le quartier de Karatas, au sud de Smyrne. L'enfance d’« Aristo », comme sa famille le surnomme, est heureuse, jusqu'à ce que sa mère meure des suites d'une insuffisance rénale, alors qu'il n'a que six ans. Dès lors, il est élevé par sa grand-mère.
Le jeune Aristote ne se montre pas très doué pour les études. Son père avait rêvé pour lui d'un parcours dans les universités les plus prestigieuses d'Europe. Le fils ne veut rien savoir. Il préfère passer son temps dans les bureaux ou les entrepôts paternels. Pour se détendre, il pratique l'aviron, la natation, et devient un sportif assidu.

### Jeunesse et début de carrière (1922-1931)
Tout cela est remis en cause en 1922. Cette année-là, les Turcs chassent d'Asie Mineure toute présence grecque. Pendant les terribles journées du 8 au 17 septembre 1922, Smyrne est détruite dans le feu et dans le sang par l'armée de Mustapha Kemal. Une partie de la famille Onassis est massacrée, comme beaucoup d'autres. Le père d'Aristote est arrêté et envoyé dans un camp de prisonniers. La maison familiale est réquisitionnée pour y loger un général turc, ce qui entraîne le départ des femmes pour un camp de transfert. Dans cette ville livrée aux massacres, où les hommes âgés de 17 à 45 ans sont déportés dans les camps de travail d'où la plupart ne sont jamais revenus, le jeune Aristote Onassis, qui n'a pas encore dix-sept ans, réussit pourtant à sauver sa vie . C'est lui-même qui a évoqué cet épisode dramatique : resté pour rendre service au général turc et à son aide de camp, il obtient un laissez-passer de James Loden Park, le vice-consul des États-Unis à Smyrne, document qui lui permet d'accéder à la zone de la marine américaine. Avec l'aide de Park, sa famille est embarquée dans un navire et transportée à Lesbos ; lui-même trouve un peu plus tard un passage avec un destroyer américain et s'attache ensuite à faire sortir son père de prison. Noyés dans le flot des réfugiés, Aristote et sa famille arrivent à Athènes, où vit son oncle, Homère Onassis. Ne trouvant pas de travail, en froid avec sa famille, et surtout avec son oncle, Aristote part. Comme nombre d'autres Grecs, titulaire d'un passeport Nansen, parce qu'officiellement apatride, il émigre en Argentine en 1923 à bord du « Tomaso di Savoya », un paquebot chargé d'émigrants italiens.
Là, après avoir exercé plusieurs petits métiers pour survivre, dont liftier au City hotel de Buenos Aires, il vend des balles de tabac que son père lui expédie d'Athènes, puis, avec ses premiers gains, ouvre une manufacture de tabac. Grâce à Carlos Gardel, rencontré par hasard dans un café, et surtout à la cantatrice italienne Claudia Muzio, de passage à Buenos Aires, qui tous deux achètent régulièrement les cigarettes fabriquées par les employés d'Onassis, l'affaire se développe. En moins de cinq années, Aristote Onassis gagne son premier million de dollars.

### Succès dans le fret maritime (1931-1938)
Passionné par les bateaux, c'est dans ce domaine qu'il investit ses gains en achetant six cargos en 1931 à bas prix au gouvernement canadien. Les débuts sont difficiles. Pourtant, il fait rapidement fortune. Aristote Onassis est aidé par un compatriote nommé Costas Gratsos, rencontré dans une boîte de nuit de Buenos Aires. Gratsos séduit Onassis par sa pondération et ses connaissances maritimes.
Confronté à des tracasseries administratives, Onassis décide de faire immatriculer ses navires au Panama. L'avantage est de réduire dans des proportions importantes le montant des impôts et des taxes. En fait, Aristote Onassis invente le pavillon de complaisance. L'argent économisé sur les impôts accélére le règlement au gouvernement canadien des six vieux cargos. Il les fait remettre en état et repeindre, les confie à des marins grecs — les moins chers du marché — et commence à faire du fret maritime entre les deux parties de l'Amérique. En 1934, à bord d'un luxueux paquebot de croisière, il fait la connaissance d'Ingeborg Dedichen qui devient sa maîtresse. Le père de cette jeune femme est un riche armateur scandinave, et c'est à Göteborg, qu'Aristote Onassis fait construire un premier pétrolier, l’Ariston, dont le tonnage, 15 000 tonneaux, dépasse tout ce qui se fait à l'époque. Son lancement en 1938 marque une date importante dans l'industrie navale. Le tanker est exceptionnel par ses dimensions et par ses aménagements intérieurs : suite avec deux chambres à coucher et piscine[réf. nécessaire].

### Nouvelles associations (1939-1945)
Ari, comme les Américains commencent à l'appeler, pense que le pétrole est appelé à un développement sans précédent. Pendant la Seconde Guerre mondiale, une partie de sa flotte est saisie par les nazis et gardée à quai en Norvège. L'autre partie, localisée dans le Pacifique, est mise au service des Américains pour le transport de pétrole et de marchandises aux armées.
Après la guerre, Onassis rachète, pour des sommes faibles et en utilisant des hommes de paille, des bateaux démobilisés et désarmés par la marine américaine, les Liberty ships, qui sont des cargos de 11 000 tonnes. C'est le début d'une épopée fulgurante : Onassis a du succès avec le télex et le téléphone. Il est sans cesse en train de parcourir le monde pour négocier des contrats de plus en plus importants. Plus que jamais il croit au pétrole. Il réussit à négocier avec le roi Al Saoud d'Arabie saoudite le monopole du transport du pétrole du royaume, mais les Américains font capoter l'affaire. Les relations entre les États-Unis et Onassis deviennent de plus en plus mauvaises.

### La puissance et la gloire (1946-1968)
Dès la fin de la Seconde Guerre mondiale, Aristote Onassis pressent les besoins énormes qui se font sentir un peu partout dans le monde concernant le transport et l'énergie. Avec son sens aigu des affaires, il acquiert en 1946, pour 750 000 dollars, dix anciennes frégates canadiennes. Parce qu'il n'a jamais cessé de se sentir Grec, et parce qu'une occasion est à saisir, il propose au gouvernement grec de les convertir en paquebots de transport de ligne entre les îles de la mer Égée, se réservant le monopole des liaisons. Mais il ne reçoit pas de réponse.
Le 28 décembre 1946, Onassis , alors qu'il a 40 ans, épouse Athiná Livanos (en) (1929-1974), alors âgée de 17 ans, fille de celui que l'on considérait comme le « patriarche » des grands armateurs de l'époque, Stavros Livanos (en) (1891-1963), tandis que son rival Stávros Niárchos épouse aussitôt, à 37 ans, la sœur d’Athina, Eugenia (en) (1927-1970), seulement âgée de 15 ans, afin d’éviter qu’Onassis ne s'empare de toute la flotte des Livanós. Onassis a deux enfants avec Athiná : Alexandre Onassis (1948-1973) et Christina Onassis, (1950-1988), mère d'Athina Onassis, née en 1985.
Les contrats obtenus l'amènent à développer sa flotte. Il s’adresse aux chantiers navals allemands pour la construction de pétroliers de plus en plus gros. En 1953, il lance le Tina Onassis, le plus gros pétrolier du monde à l'époque. Dès 1953, Onassis et Niarchos possèdent à eux deux une flotte marchande qui se classe au 3e rang mondial, avec un total de 13 millions de tonnes.

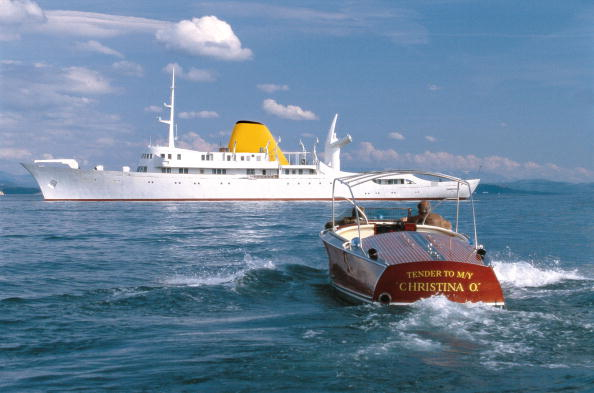
Le yacht d'Onassis, le Christina O.

L'Olympic Maritime, la holding grâce à laquelle Onassis contrôle ses affaires, s'installe au-dessus du port de Monte-Carlo, où mouille bientôt le yacht d'Onassis, le fabuleux Christina O.
À l'été 1953, Onassis devient le principal actionnaire de la Société des bains de mer (SBM) de Monaco qui possède et/ou dirige le célèbre Casino de Monte-Carlo, l'Hôtel de Paris, les jardins et la plupart des affaires de la principauté.
Son holding emploie une centaine de personnes qui contrôlent les mouvements de ses navires qui sillonnent les mers du monde entier. Grâce aux capitaux qu'il apporte, Onassis relance la principauté et permet à Rainier III de mener sa politique de développement. C'est à partir de cette date qu’Onassis devient une personnalité en vue de la jet set internationale, apportant à la vie mondaine et luxueuse de la Côte d'Azur sa simplicité, son humour et le prestige dont il est auréolé.
En 1954, à la suite d'un achat par Onassis de 4 navires Liberty ship, pour lesquels il ne se serait pas acquitté d'un impôt, Onassis est poursuivi par les autorités américaines pour non-respect d'une loi selon laquelle tous les bateaux américains doivent appartenir à un citoyen américain. Arrêté et humilié par les autorités américaines, il est traité comme un gangster. Un accord est quand même trouvé et Onassis s'acquitte d'une amende de plusieurs millions de dollars. Il gardera à la suite de cet épisode une rancune tenace envers les États-Unis, qui ne l'empêche pas d'être présent aux obsèques officielles du président John Kennedy et plus tard, d'épouser Jackie Kennedy dont il a auparavant fréquenté la sœur, Lee Radziwill,.

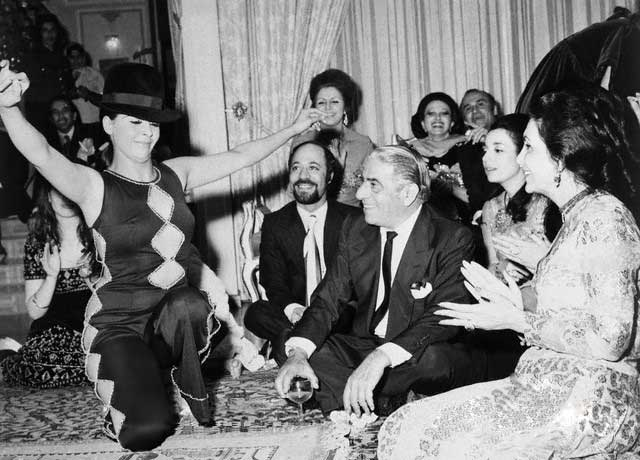
Aristote Onassis au milieu d'amis.

En 1957, Onassis reprend la compagnie nationale grecque de transport qui vient de faire faillite et devient avec lui la compagnie aérienne grecque Olympic Airways.
Le mariage d’Onassis bat de l'aile, et en 1959, il rencontre María Cállas dont il est l'amant jusqu'en 1968. Il quitte sa femme Athina pour elle. Certains biographes de Callas rapportent que de leur liaison serait issu un enfant, OmeroLangrini, prématuré et mort quelques heures après sa naissance. Mais d'autres mettent en doute son existence.
En 1966, Rainier III décide de se débarrasser de lui. Du jour au lendemain, il fait adopter une loi qui permet l'augmentation du capital de la Société des Bains de Mer de Monaco dont Onassis devient alors minoritaire. Là aussi, les négociations sont délicates, mais un arrangement est trouvé in extremis. Onassis quitte Monaco. Il préfère séjourner sur son île de Skorpios achetée à l'automne 1964[précision nécessaire].
Les relations entre Onassis et Maria Callas défraient la chronique. Sur son yacht le Christina O, il entreprend des croisières chaque été, avec une liste d'invités des plus prestigieux : ce sont les célébrités du monde entier, entre autres Marlène Dietrich, Greta Garbo, Ava Gardner, mais aussi Yvette Labrousse (épouse de l'Aga Khan III), Farouk, roi d'Égypte et sir Winston Churchill avec lequel il noue amitié. En 1963, il y reçoit entre autres Jacqueline Bouvier Kennedy, la femme du président américain Kennedy. Il délaisse Maria Callas pour elle et l'épouse le 20 octobre 1968.
On lui prête également des liaisons avec Greta Garbo, Gloria Swanson et Eva Peron.

### Dernières années (1968-1975)
Malgré cette vie privée tapageuse, Onassis devient l'un des hommes les plus riches et les plus puissants du monde. Promoteur des super tankers, il en possède plus de cent à sa mort, indifférent à la fermeture du canal de Suez de 1967 a 1975, et donc à l'obligation de contourner l'Afrique.
Son fils Alexandre, passionné d'aviation, devient le patron d'Olympic Airways. Sous son impulsion, la société se développe rapidement et devient une compagnie aérienne de tout premier plan. Tout s'écroule le 22 janvier 1973 : Alexandre, héritier désigné de l'empire de son père, se tue au décollage de son hydravion privé à Athènes. Après sa mort, son père, profondément affecté, se retire peu à peu du monde, sa santé se dégradant rapidement. En mémoire d'Alexandre, Onassis crée la Fondation Alexandre Onassis qui soutient la recherche, les sciences et l'éducation.
En octobre 1973, sa fille Christina tente de se suicider et en octobre 1974, son ex-femme Tina, marquée par la mort de leur fils, meurt à Paris.
En 1973, le premier choc pétrolier porte un coup fatal à sa compagnie maritime, les bateaux restent à quai; la pénurie de carburant  également provoque la faillite de sa compagnie aérienne, faute de kérosène.
Onassis ne parvient pas à faire le deuil de son fils et se désintéresse progressivement de la vie. La dernière femme venue lui rendre visite lorsque, malade, il est déjà hospitalisé, est Maria Callas. Le 15 mars 1975, à 69 ans, il meurt d'une myasthénie à l'hôpital américain de Neuilly-sur-Seine.
Il est enterré dans son île privée de Skorpios, depuis vendue par sa petite-fille, Athina Onassis.

### Traits de caractère
La richesse et la célébrité n'ont pas transformé sa nature conviviale. Onassis était connu comme un homme accessible, abordable, généreux de bonne humeur. Lors d'une interview avec la presse argentine, il déclara que, contrairement à l'habitude, il était fier d'être aimé pour sa richesse et que les gens le fréquentent par intérêt, car « l'argent faisant partie de son identité, l'aimer pour son argent était l'aimer lui-même ».